# Missionsprovinsen
Missionsprovinsen i Sverige är ett fristående konservativt lutherskt kristet samfund i Sverige, grundat 2003 med rötter dels i gudstjänstgemenskaper, dels i organisationer som Svenska kyrkans fria synod och Kyrklig samling kring bibeln och bekännelsen. Den har i viss mån skapats med den anglokatolska Forward in Faith som förebild.. Missionsprovinsens missionsbiskop är sedan april 2019 Bengt Ådahl.

## Lära
Missionsprovinsens lära grundar sig på Bibeln, de tre gammalkyrkliga trosbekännelserna och den oförändrade Augsburgska bekännelsen i versionen från Uppsala kyrkomöte 1593. Även de andra böckerna i Konkordieboken lyfts fram som hörande till provinsens lärogrund. Missionsprovinsen betonar också kontinuiteten i Svenska kyrkans tradition, som en del av kyrkan i Sverige med en oförändrad luthersk bekännelse. I praktiken finns dock en ej försumbar teologisk spännvidd inom Missionsprovinsen, bland annat beroende på att den bildats av personer som förenats av motståndet mot kvinnliga präster men som inte alltid är eniga om den kristna tron i övrigt. 
Missionsprovinsens grundare såg bildandet av provinsen som en fortsättning på 40 års kamp för att bevara Svenska kyrkans arv, med början vid 1958 års beslut att öppna prästämbetet för kvinnor som man menade var ett brott både mot Bibelns ord och kyrkans tradition. Utöver detta har Missionsprovinsen också blivit känd för sin inställning till bland annat homosexualitet och abort. Provinsen menar att utlevd homosexualitet strider mot Guds vilja, och att livet börjar vid befruktningen, varför abort är att avsluta en medmänniskas liv. Missionsprovinsen avvisar också evolutionsteorin.

## Historia

### Bakgrund
Under 1900-talet orienterade sig Svenska kyrkan alltmer åt den liberala teologin. Prästvigning av kvinnor, välsignelser och senare kyrkliga vigslar av homosexuella par samt nedtoning av mycket av det som kyrkan tidigare sett som synd har lett till spänningar mellan Svenska kyrkans ledning och mer konservativa grupper. De som orienterar sig mot en mer bokstavlig läsning av Bibeln, ett tydligare fasthållande vid den lutherska bekännelseskriften konkordieboken eller vid den allmänkyrkliga traditionen har sett sig marginaliserade. Frågan om kvinnliga präster och hur de olika åsikterna ska hanteras har varit en viktig vattendelare. Hållningen mot dem som inte accepterar kvinnliga präster hårdnade allteftersom, tills Svenska kyrkan 1997 införde villkoret i sin kyrkoordning att den som skall prästvigas måste ha "förklarat sig beredd att i alla uppgifter tjänstgöra tillsammans med andra som vigts till ett uppdrag inom kyrkans vigningstjänst oavsett deras kön" vilket innebar att prästkandidater som inte accepterade kvinnliga präster inte kunde prästvigas i Svenska kyrkan. 
Missionsprovinsen är sprungen dels ur kyrkopolitiska strävanden, dels ur församlingsgemenskaper vid sidan om Svenska kyrkans vanliga. En samlingspunkt var Linköpingsmötena, där biskop emeritus Bertil Gärtner mellan 1997 och 2002 samlade konservativa kristna från olika svenskkyrkliga traditioner såsom gammalkyrkliga och högkyrkliga. Förslaget med en missionsprovins som skulle ordna prästvigning åt de manliga prästkandidater som Svenska kyrkan inte ville prästviga lades fram på en serie möten inom Kyrklig samling, under 2000-talets första år. En arbetsgrupp tillsattes vid ett möte i Göteborg 15 augusti 2002, och 6 september året därpå bildades Missionsprovinsen.
Gudstjänstgemenskaper av personer som inte tyckte om förändringarna i Svenska kyrkan och inte önskade bevista gudstjänster förrättade av kvinnliga präster samlades exempelvis i Kyrkliga förbundet för evangelisk-luthersk tro  och Lutherstiftelsen, i vad som senare blev koinonian Katakomben i Göteborg och i Stockholmsdekanatet av Svenska kyrkans fria synod, som senare utvecklade sig till en av Missionsprovinsens första församlingar under namnet Stefanus koinonia.

### Grundande och biskopsvigning
Inför bildandet av Missionsprovinsen skedde flera samråd mellan ovan nämnda inomkyrkliga grupper och Missionsprovinsens Stödförening bildades. Själva Missionsprovinsen grundades i Göteborg den 6 september 2003 genom att ett grundläggningsdokument framtaget och skrivet av Per-Anders Grunnan undertecknades. En provinsordning (föreningens stadgar) antogs 17 april 2004. Dess förste missionsbiskop, förre kyrkoherden Arne Olsson, vigdes den 5 februari 2005 av biskop Walter Obare Omwanza från Evangelical Lutheran Church of Kenya med flera assisterande biskopar från olika länder. 22 och 23 april 2006 vigdes även två biträdande biskopar - Lars Artman och Göran Beijer.
Inför biskopsvigningen hade Svenska kyrkans dåvarande ärkebiskop K.G. Hammar i brev varnat Obare för att genomföra projektet. På grund av biskops- och prästvigningarna slog Hammar fast Svenska kyrkans ståndpunkt, att Missionsprovinsen därmed bildat en självständig kyrka. Missionsprovinsen själva fortsätter hävda att man är en inomkyrklig organisation medan Svenska kyrkan konsekvent avsätter de av sina egna präster som vigs till tjänst i en annan kyrka, fram till 2012 6 personer inom Missionsprovinsen. Fram till 2012 har Missionsprovinsen vigt 37 präster, varav mer än hälften i Finland, samt tre diakoner.

### Senare utveckling
Missionsprovinsen har successivt upprättat fler gudstjänstgemenskaper i Sverige. Den 27 mars 2010 vigde missionsbiskop Arne Olsson Roland Gustafsson till sin efterträdare. Stödföreningen ansågs ha tjänat ut sin roll som stödstruktur vid Missionsprovinsens uppbyggnad och lades därför ner 31 december 2012. Den 17 november samma år grundades istället Sankt Sigfrids trosgemenskap.
Under 2009 kom Missionsprovinsen att utvidga sin verksamhet till Finland. Detta skedde genom anslutningen av Finska Lutherstiftelsen och deras koinonior. Den 20 mars 2010 vigdes Matti Väisänen till biträdande biskop över Finland. Den 11 augusti samma år fråntogs han på samma sätt som sina svenska kolleger sitt prästämbete i Evangelisk-Lutherska kyrkan i Finland. Den 16 mars 2013 bildade koinoniorna i Finland Evangelisk-lutherska missionsstiftet i Finland och Risto Soramies valdes till dess förste biskop. Den 4 maj vigdes han till biskop av Missionsprovinsens biträdande biskop för Finland Matti Väisänen, som den sista uppgiften i sitt ämbete. Missionsprovinsen återgick därefter till att i huvudsak vara verksam i Sverige.
Den 24 mars 2012 vigde missionsbiskop Roland Gustafsson i Tromsø Thor Henrik With till biskop för de norska valgmenighetene, motsvarigheten till Sveriges koinonior. Den 20 april 2013 bildade dessa Det evangelisk-lutherske stift i Norge.
Inför svenska riksdagens beslut om könsneutrala äktenskap 2009, sände Missionsprovinsens biskopar ut ett biskopsbrev, där man försvarar en traditionell tolkning av äktenskapet.

## Organisation och koinonior
Missionsprovinsen är organiserad som en ideell förening till vilken koinonior (som kallas gudstjänstgemenskap, församling, koinonia eller kyrka) är anslutna som medlemmar. Även andra organisationer kan vara anslutna. Högsta beslutande organ är provinskonventet och styrelsen kallas missionsrådet. Det finns också ett konsistorium och ett prästkollegium, som sammanträder i ett prästmöte.
Tjugoåtta församlingar eller gudstjänstfirande gemenskaper är (2025) anknutna till Missionsprovinsen:
- Alvesta: Helga Trefaldighets församling
- Borås: Johannes församling
- Emmaboda: S:t Andreas församling
- Göteborg: Koinonian Katakomben
- Göteborg: Immanuelförsamlingen
- Halmstad: Evangelisk Luthersk Församling Halmstad
- Helsingborg: S:t Matteus församling, verksam i EFS-kyrkan.
- Karlstad: S:t Petri gudstjänstgemenskap
- Kinna: Den gode herdens församling
- Korpilombolo: Korpilombolo gudstjänstgemenskap
- Kungälv: S:t Lukas lutherska församling
- Kristianstad: S:t Johannes församling vid Gratia Dei
- Linköping: Heliga Korsets församling
- Lund: S:t Markus församling
- Oskarström: S:t Gabriels församling
- Stockholm: S:t Stefanus koinonia
- Uddevalla: Mariakyrkan
- Uppsala: Församlingen Paulusgemenskapen i Uppsala
- Umeå: Evangelisk Luthersk Församling, Sackeuskyrkan

samt en församlingsplantering i Skara.
Utöver detta betjänar Missionsprovinsens präster också andra gudstjänstgemenskaper. Dessa gemenskaper finns bland annt i Göteborg, Piteå, Ravlunda, Stockholm, Sundsvall, Vännäs, Yxenhult och Örnsköldsvik. 
Utöver de lokala koinoniorna finns Sankt Sigfrids Trosgemenskap, som är till för dem som inte hör till någon lokal koinonia. Trosgemenskapen är uppkallad efter Sankt Sigfrid. Missionsprovinsens nyhetsbrev heter Sändebrevet.

## Missionsprovinsens biskopar

### Missionsbiskopar[12]
| Namn              | Biskopsvigning         | Valspråk                                                    | Avgång        |
| Arne Olsson       | 5 feb 2005 Göteborg    | Man måste lyda Gud mer än människor.                        | 27 mars 2010  |
| Roland Gustafsson | 27 mars 2010 Göteborg  | Allt vad vi har uträttat, har du utfört åt oss. (Jes 26:12) | 27 april 2019 |
| Bengt Ådahl       | 27 april 2019 Göteborg | Se på Jesus                                                 |               |

Bengt Ådahl valdes till missionsbiskop i oktober 2018.

### Biträdande biskopar[12]
| Namn           | Ansvarsområde                       | Biskopsvigning             | Valspråk                                                       | Avgång        |
| Lars Artman    | Sydsverige och Göteborg             | 22 april 2006 Kristianstad | Samla ditt folk kring Ordet och sakramenten.                   | 1 mars 2020   |
| Göran Beijer   | Stockholm och S:t Stefanus koinonia | 23 april 2006 Stockholm    | Gaudete in Domino semper. (Gläd er alltid i Herren. [Fil 4:4]) | 27 april 2019 |
| Matti Väisänen | Finland                             | 20 mars 2010 Helsingfors   | 2 Kor 5:14–21                                                  | 4 maj 2013    |

### Apostolisk succession[24]
Missionsprovinsen har apostolisk succession som går tillbaka på biskopar i Svenska kyrkan. Man betraktar inte prästvigning genom biskop som något nödvändigt men ser i detta ett kyrkohistoriskt värde.
| Biskop                                                  | Vigningsdatum     | Vigningsbiskop                     | Assisterande biskopar (ofullständig förteckning)                                                                         |
| Arne Olsson (Missionsprovinsen, Sverige)                | 5 februari 2005   | Walter Obare (Kenya)               | Leonid Zviki (Vitryssland, i sin tur vigd av de baltiska biskoparna)                                                     |
| Walter Obare (Kenya)                                    | 24 november 2002  | Samson Mushemba (Arusha, Tanzania) | Olavi Rimpiläinen (Uleåborg, Finland, emeritus)                                                                          |
| Samson Mushemba (Bukoba, Tanzania)                      | 16 december 1984  | Paulo Mukuta (Karagwe, Tanzania)   | Tore Furberg (Visby, Sverige)                                                                                            |
| Paulo Mukuta (Karagwe, Tanzania)                        | 7 januari 1979    | Josiah Kibira (Bukoba, Tanzania)   | Bengt Sundkler |
| Josiah Kibira (Bukoba, Tanzania)                        | 20 september 1964 | Bengt Sundkler (Bukoba, Tanzania)  | Helge Fosseus (Sydafrika), Sigfrid Strandvik (Sydrhodesia, nuvarande Zimbabwe)                                           |
| Bengt Sundkler (Bukoba, Tanganyika, nuvarande Tanzania) | 30 juli 1961      | Bo Giertz (Göteborg, Sverige)      | Rajah Manikam (Tranquebar), Helge Fosseus (Durban, Sydafrika), Arvid Albrektson (Mnene, Sydrhodesia, nuvarande Zimbabwe) |

## Prästutbildning
För utbildning av sina präster samarbetar Missionsprovinsen med Peter Isaac Béens utbildningsstiftelse (PIBUS) som driver Församlingsfakulteten, samt med Lutherstiftelsen bägge i Göteborg. Utbildningen är, till skillnad från Svenska kyrkans prästutbildning, konfessionellt styrd med utgångspunkten att Bibeln är Guds tillförlitliga uppenbarelse, och är inte inlemmad i högskolesystemet.

## Missionsprovinsen och Svenska kyrkan
| ”                                        | Det efterkristna Sverige är andligt sett i en djupare nöd än någon av oss kan fatta. Mission eller evangelisation är en tvingande nödvändighet, likaväl som en ny reformation av vår Svenska kyrka. I ett sådant läge kan extraordinära (”utanför det vanliga/ordnade”) åtgärder behövas men som samtidigt måste anses som provisoriska. Missionsprovinsen är ett extraordinärt provisorium. | „ |
| – Missionsbiskop Roland Gustafsson, 2006 | |   |

Från början avsåg Missionsprovinsen inte att bilda ett eget samfund, utan ville vara ett fritt stift inom Svenska kyrkan. delvis med inspiration från utvecklingen inom den anglikanska kyrkan, som består av relativt självständiga provinser och där minoriteten med avvikande åsikt i ämbetsfrågan tillåts ha egna "flygande biskopar" inom den gamla organisationen. Svenska kyrkan har å sin sida tydligt tagit avstånd från att Missionsprovinsen skulle vara en inomkyrklig rörelse. Redan före biskopsvigningarna gjorde Svenska kyrkans dåvarande ärkebiskop KG Hammar klart att biskopsvigningar utanför Svenska kyrkans regler skulle medföra dels uteslutning från det svenskkyrkliga prästämbetet av prästerna ifråga, dels att Missionsprovinsen skulle betraktas som en ny kyrka. Missionsprovinsens nuvarande provinsordning (senast reviderad 2013) uttrycker saken i termer av att "Missionsprovinsen är en del av 'den enda, heliga, allmänneliga och apostoliska kyrkan'" och en "fri provins av Guds kyrka". Bengt Birgersson, som var en av initiativtagarna till Missionsprovinsen förklarades obehörig att utföra vigningstjänsten 2006 av Göteborgs domkapitel.
En viktig tanke med Missionsprovinsen var att möjliggöra för konservativa prästkandidater att kunna bli prästvigda inom Svenska kyrkan. Man tänkte sig att kunna verka i egna församlingar, som man kallar koinonior efter det grekiska ordet koinonia som betyder "gemenskap",  inom Svenska kyrkan. Därför har en stiftsliknande organisation byggts upp. Ordet provins betyder en stor geografisk del av en kyrka, alltså en liknande betydelse som stift. Missionsprovinsen viger egna biskopar och präster, som tjänstgör i provinsen och i koinoniorna. Även andra sammanhang än Missionsprovinsens egna församlingar betjänas av dess präster, exempelvis en del gudstjänstgemenskaper inom Kyrkliga Förbundet för evangelisk luthersk tro.
Svenska kyrkan har aldrig ifrågasatt giltigheten i Missionsprovinsens vigningar, men provinsens präster har inte möjlighet att tjänstgöra i Svenska kyrkans församlingar.
Under 2016 valde domkapitlet i Göteborg att avkraga tre präster som lett gudstjänster i församlingar kopplade till Missionsprovinsen. Ärendet fördes vidare till överklagandenämnden som i sin tur hävde domkapitlets beslut då man ansåg att prästerna inte avvikit från Svenska kyrkans lära. 
I januari 2019 förklarades prästen Rune Imberg obehörig att utöva kyrkans ämbete av domkapitlet i Göteborg. Bakgrunden till beslutet var att Imberg i ett brev skickat till biskopen av Göteborg Susanne Rappman förklarat att han inte kan se biskopen som sin andlige ledare. Imberg överklagade domkapitlets beslut till överklagandenämnden som i sin tur upphävde domkapitlets beslut.
I april 2019 vigdes Bengt Ådahl till missionsbiskop. Vid valet av Ådahl till missionsbiskop öppnade domkapitlet i Göteborg ett tillsynsärende mot Ådahl som resulterade i att Ådahl obehörigförklarades. Ådahl överklagade beslutet. I januari 2020 fastställde överklagandenämnden domkapitlets beslut med motiveringen att Ådahl låtit sig biskopvigas i ett annat samfund.

## Internationellt
Under en tid hette organisationen Missionsprovinsen i Sverige och Finland. Organisationens finländske biskop var Matti Väisänen, som ledde arbetet att bygga upp ett eget stift i Finland. Det Evangelisk-lutherska missionsstiftet i Finland grundades i mars 2013, och Risto Soramies blev dess förste biskop. På samma sätt som Svenska kyrkan anser den Evangelisk-lutherska kyrkan i Finland att en prästvigning i ett annat samfund är ett brott mot prästlöftena, och har tagit ifrån de finländska missionsbiskoparna rättigheten att verka som präst i sin ursprungliga kyrka. Man samarbetar även med Det evangelisk-lutherske stift i Norge, Evangelical Lutheran Church of Kenya, Missourisynoden i USA och den anglo-katolska rörelsen Forward in Faith. Provinsen har deltagit i International Lutheran Councils konferenser sedan 2009.
År 2015 ingick Missionsprovinsen ett avtal  - Communion of Nordic Dioceses - om kyrkogemenskap med Evangelisk-lutherska missionsstiftet i Finland och Det evangelisk-lutherske stift i Norge. År 2016 beslutade de tre organisationerna gemensamt att söka medlemskap i International Lutheran Council (ILC), en sammanslutning av konservativa lutherska kyrkor. År 2018 blev Missionsprovinsen fullvärdig medlem i ILC, vilket tydliggör att Missionsprovinsen är en självständig kyrka, trots att man ensidigt framhåller sin samhörighet med Svenska kyrkan.

## Bilder

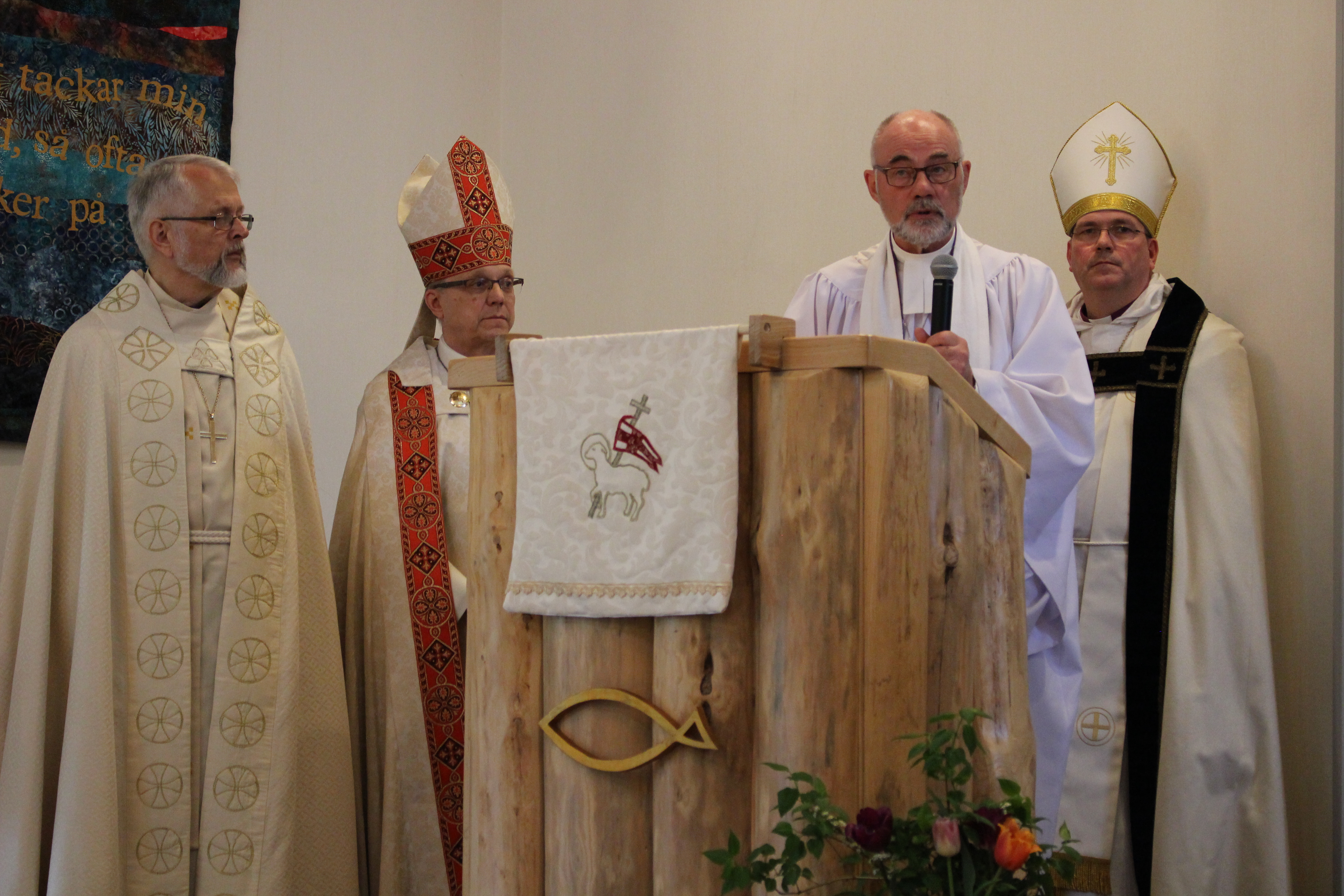
Thor Henrik With, Risto Soramies, Bengt Birgersson, och Hans Jönsson.
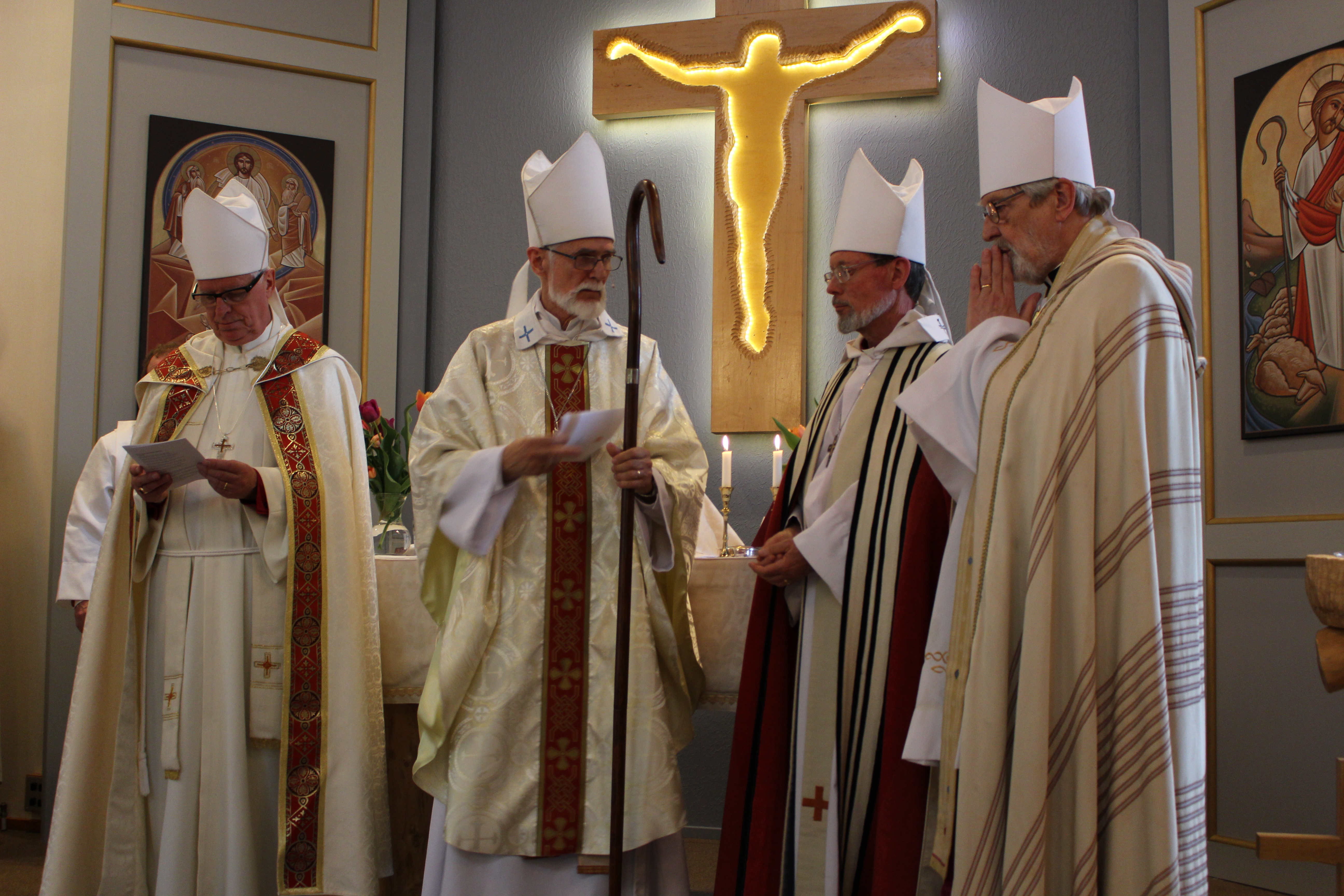
Roland Gustafsson, Bengt Ådahl, Lars Artman, och Göran Beijer, samtliga biskopar inom Missionsprovinsen.
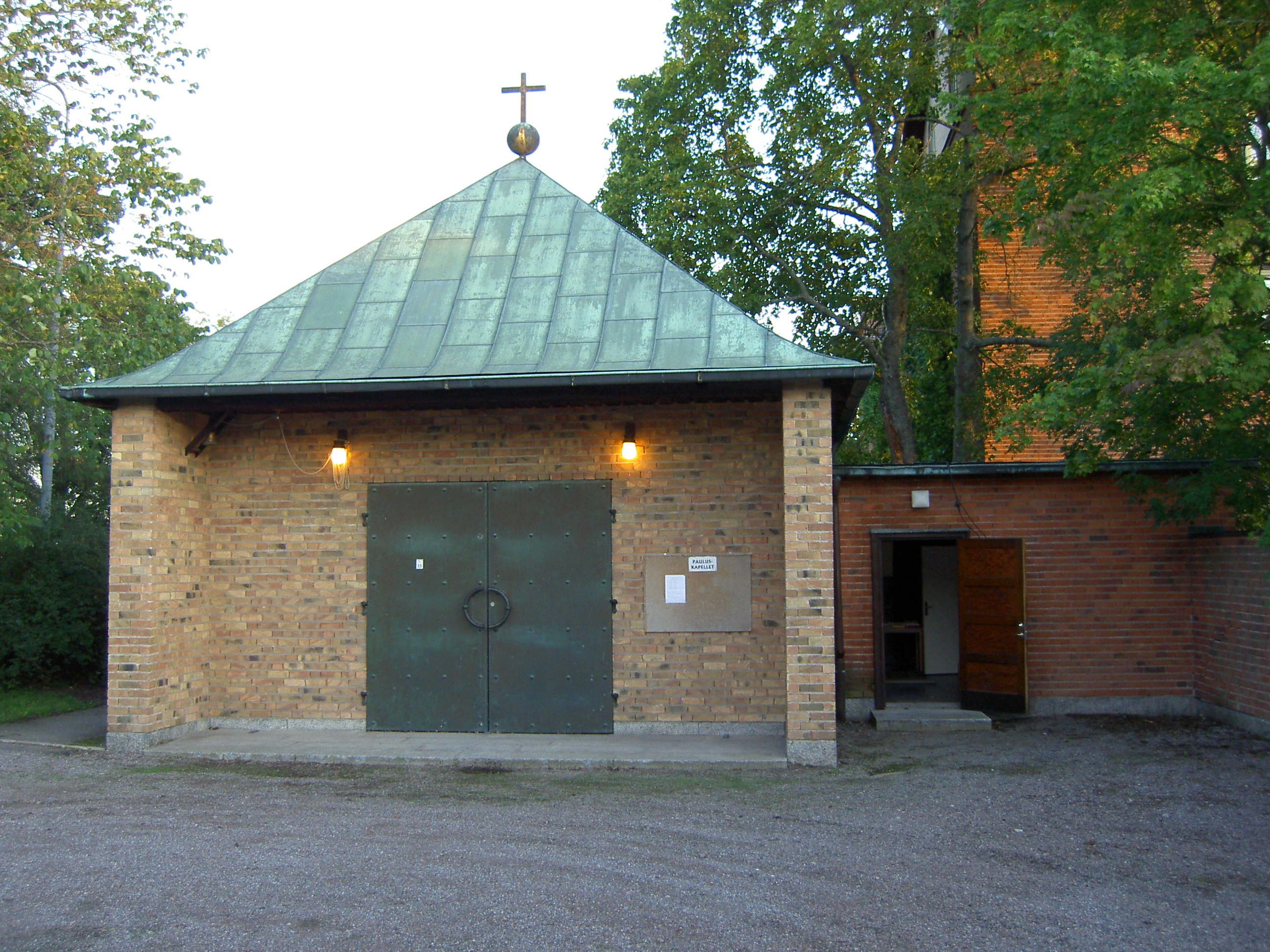
Pauluskapellet i Uppsala.
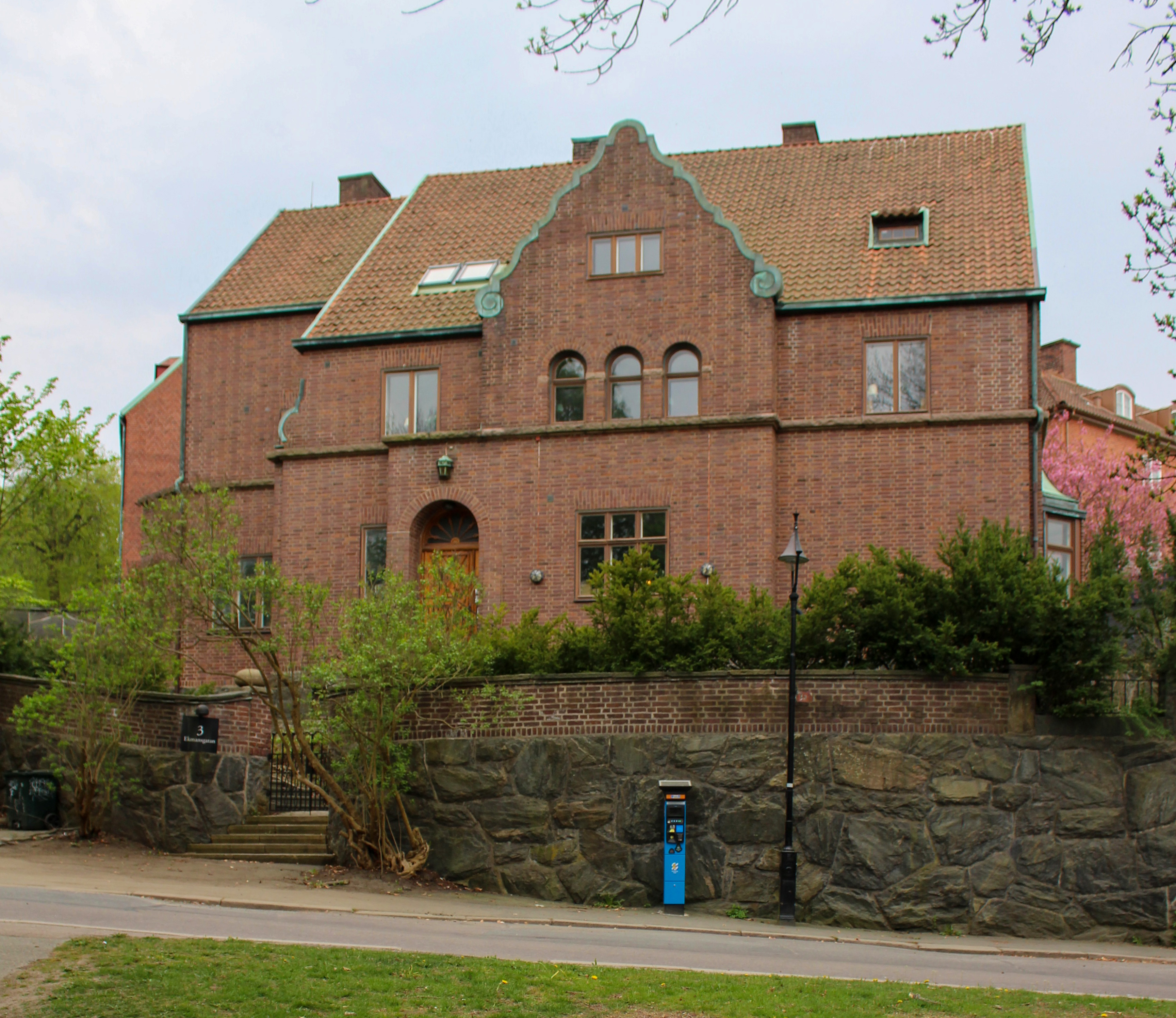
Församlingsfakulteten, skolan där många av Missionsprovinsens präster utbildas.